# Ochrilidia sicula
Ochrilidia sicula is een rechtvleugelig insect uit de familie veldsprinkhanen (Acrididae). De wetenschappelijke naam van deze soort is voor het eerst geldig gepubliceerd in 1931 door Salfi.
1. ↑  (en) Ochrilidia sicula op de IUCN Red List of Threatened Species.